# Herbie: Fully Loaded
Herbie: Fully Loaded  (en España: Herbie: A tope — en Hispanoamérica: Herbie a toda marcha) es una película estadounidense de comedia deportiva de 2005, dirigida por Angela Robinson y con un guion de Thomas Lennon, Robert Ben Garant, y los creadores de Smallville, Alfred Gough y Miles Millar. La película es la sexta y última entrega de la serie de películas de Herbie, siguiendo al telefilme The Love Bug (1997), y es la primera película teatral desde Herbie Goes Bananas (1980). Actúa como una secuela directa de las películas anteriores. La película está protagonizada por Lindsay Lohan, Justin Long, Breckin Meyer, Matt Dillon y Michael Keaton. Cuenta con cameos de muchos pilotos de NASCAR, incluidos Jeff Gordon, Jimmie Johnson, Tony Stewart y Dale Jarrett.
Herbie: Fully Loaded tuvo su estreno en el Las Vegas Motor Speedway el 10 de mayo de 2005 y se estrenó en los Estados Unidos el 22 de junio de 2005, distribuida por Buena Vista Pictures Distribution. La película recibió críticas mixtas de los críticos, pero una recepción positiva de los fanáticos y el público de la franquicia de Herbie. Fue un éxito de taquilla, recaudando más de 144 millones de dólares contra un presupuesto de 50 millones de dólares.

## Argumento
Herbie es un Volkswagen Escarabajo de 1963, famoso por haber sido un campeón inigualable en el pasado, con numerosos éxitos en las pistas. Este peculiar auto tiene la característica única de poseer sentimientos humanos. Sin embargo, con el tiempo, su fama en las carreras se desvanece y termina en un desguace, propiedad de un tal Dave, conocido como Crazy Dave (interpretado por Jeremy Roberts).
Maggie Peyton (interpretada por Lindsay Lohan) es una joven que acaba de graduarse en periodismo deportivo en la universidad de Los Ángeles y se encuentra de vacaciones antes de comenzar sus prácticas de periodismo en Nueva York, junto con su mejor amiga Charisma (interpretada por Jill Ritchie). Como regalo de graduación, su padre, Ray Peyton (interpretado por Michael Keaton), una antigua estrella de la NASCAR, le regala el auto.

## Elenco

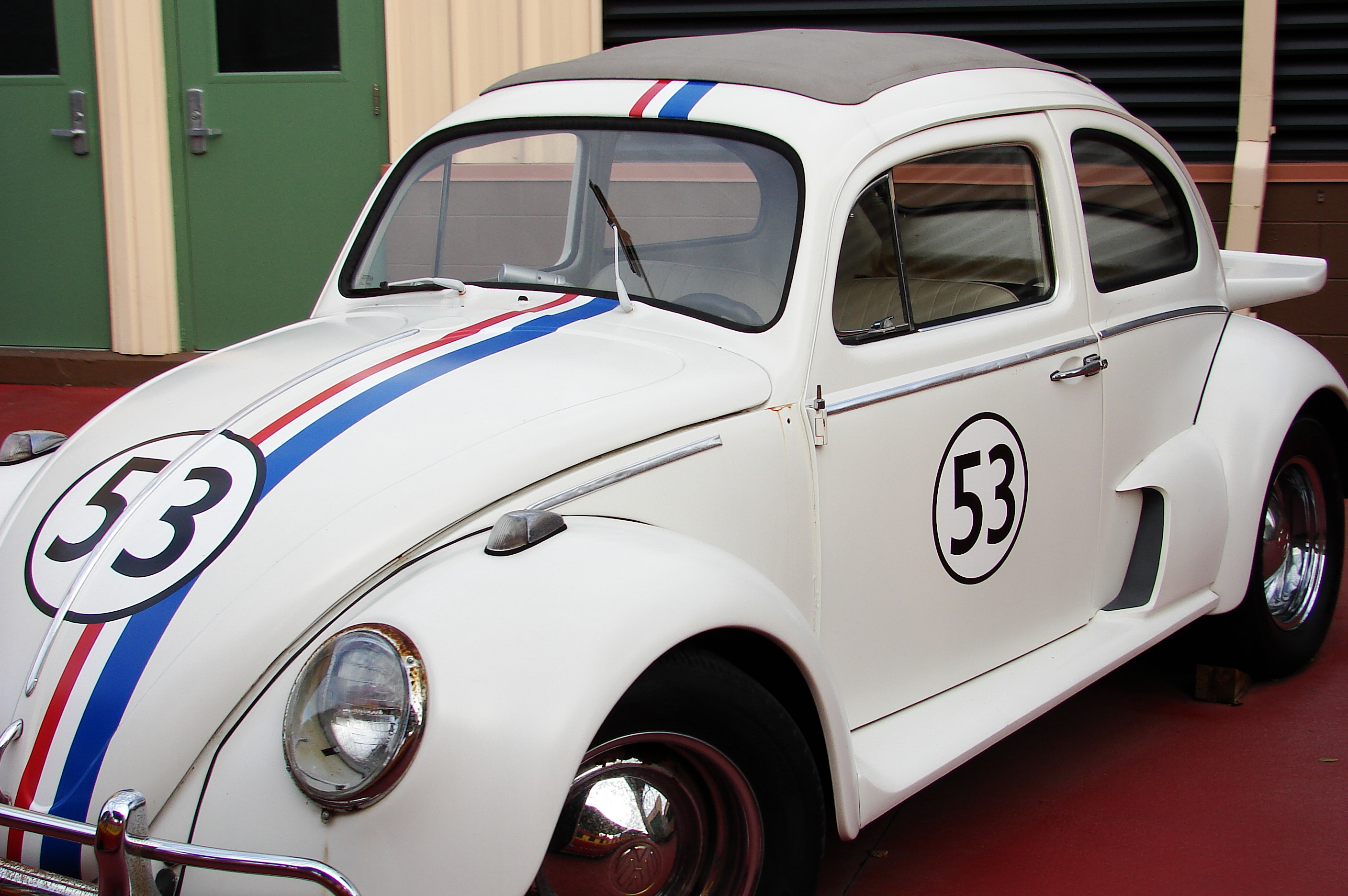
Herbie en su «Street Race» look.

- Lindsay Lohan como Margaret «Maggie» C. Peyton, una recién graduada universitaria que se convierte en la nueva dueña de Herbie.
- Michael Keaton como Ray Peyton Sr., el padre de Maggie.
- Matt Dillon como Trip Murphy, un piloto de NASCAR que quiere evitar que Herbie gane. Conduce un Pontiac GTO, un Chevrolet Corvette y un Chevrolet Monte Carlo que usa en NASCAR.
- Justin Long como Kevin, el interés amoroso de Maggie.
- Breckin Meyer como Ray Peyton Jr., el hermano mayor de Maggie.
- Cheryl Hines como Sally.
- Jimmi Simpson como Crash, el asistente técnico de Trip Murphy.
- Jill Ritchie como Charisma.
- Thomas Lennon como Larry Murphy, el hermano de Trip.
- Jeremy Roberts como Crazy Dave.
- Monica Manning como Monica Armstrong.

### Adicional
La directora Angela Robinson declaró en una entrevista que intentó que Dean Jones retomara su papel como Jim Douglas para un cameo, pero debido a problemas de agenda no pudo hacerlo. Esto generó falsos rumores que alegaban que Jones había filmado el cameo y que la escena había sido eliminada.

## Producción y comercialización
En su libro de 2011 sobre cómo escribir guiones, «Writing Movies For Fun (And Profit)», Robert Ben Garant y Thomas Lennon, dos de los coguionistas de la película, explicaron su idea original para el remake de Herbie: «Somos grandes fanáticos de las viejas películas de The Love Bug... pero las viejas películas de Herbie son cursis de una manera que hoy en día no funcionaría... Necesitábamos situar a Herbie en un mundo mucho más real. No en un mundo tonto, ilógico, de películas para niños, con personajes como el viejo dueño gruñón del desguace retorciéndose el bigote y jurando: "¡Voy a atrapar a ese pequeño auto si es lo último que hago!". A los niños les disgusta ese tipo de tonterías tanto como a los adultos... Ambientamos la historia en un mundo muy realista de carreras callejeras en el Valle de San Fernando: un mundo machista, donde un auto viejo y destartalado sería motivo de risa, hasta que ganara algunas carreras».
Además, aclararon su experiencia: «Entregamos el primer borrador y la película recibió luz verde... Tenían tanta confianza en la película. Con el primer borrador... pero aquí es donde se pone interesante–horrible. Ya no tratábamos directamente con –el entonces presidente de Disney, Bob Iger–. Ahora tratábamos con un ejecutivo del estudio bajo el presidente. Este ejecutivo no estaba en la sala cuando vendimos la idea. Este ejecutivo no estaba allí cuando [Iger] nos dio notas sobre el guion... Este ejecutivo no tenía agenda. Este ejecutivo no estaba haciendo un juego de poder. Este ejecutivo simplemente no entendía la película y qué era lo que [Iger] había visto en ella».
La fotografía principal comenzó el 2 de agosto de 2004 en Los Ángeles y terminó en noviembre del mismo año. Durante la temporada 2005 de la NASCAR Nextel Cup Series, los pilotos Dale Jarrett y Scott Riggs utilizaron esquemas de pintura especiales para promocionar la película.
Se informó que la película incluía un uso intensivo de colocación de productos. Por ejemplo, Maggie Peyton es una exreportera de ESPN (propiedad de Disney) convertida en piloto de NASCAR. En una escena se puede ver una enorme valla publicitaria de Mid America Motorworks (un proveedor de piezas para automóviles clásicos, incluidos Volkswagen y otros vehículos) en el fondo, cuando Murphy intenta sabotear a Herbie. Además, Volkswagen proporcionó un Volkswagen Touareg y un Volkswagen New Beetle para ciertas escenas, mientras que General Motors también proporcionó el Chevrolet Corvette 2005 y el Pontiac GTO 2005 para las escenas de carreras.
Varios autos de carreras de la Nextel Cup Series aparecen durante la carrera al final, con secuencias de acción filmadas durante la carrera Pop Secret 500 de 2004 en el California Speedway, el 4 y 5 de septiembre de 2004. El auto número 8 de Dale Earnhardt Jr. se ve brevemente, pero con todos los logotipos de Budweiser eliminados y reemplazados por su firma para evitar publicitar alcohol en una película para niños. Además, se pueden ver vallas publicitarias en escenas de recta, algunas con el logotipo de NEXTEL. También, en la escena donde Maggie finge conducir un auto de stock en el desguace, se puede ver el Dodge Charger de 1970 de Dominic Toretto de The Fast and the Furious entre los autos. KITT de la clásica serie Knight Rider también hace un cameo en el periódico durante la secuencia de apertura.
ABC Family emitió un reportaje titulado «Herbie: Fully Loaded and Retooled», presentado por Lohan, el 21 de junio de 2005, para promocionar el estreno de la película.

## Recepción de la crítica

### Taquilla
En su primer fin de semana, la película recaudó $12 709 221 en 3 521 cines en los Estados Unidos y Canadá, ocupando el cuarto lugar en la taquilla. Al final de su exhibición, Herbie: Fully Loaded recaudó $66 023 816 en el mercado nacional y $78 123 000 a nivel internacional, sumando un total de $144 146 816 en todo el mundo.

### Respuesta crítica
En Rotten Tomatoes, la película tiene una calificación de aprobación del 41% basada en 143 reseñas, con una calificación promedio de 5.3/10. El consenso crítico del sitio afirma que «Herbie: Fully Loaded es una película decente para niños que no exige mucho a los espectadores adultos». La película es la segunda con menor calificación en la franquicia, con Herbie Goes Bananas obteniendo un 40% de calificación. En Metacritic, tiene una puntuación promedio ponderada de 47 sobre 100 basada en 31 críticas, lo que indica «reseñas mixtas o promedio». El público encuestado por CinemaScore le dio a la película una calificación promedio de «A» en una escala de A+ a F.
Roger Ebert le dio a la película dos de cuatro estrellas, afirmando: «La película es bastante cursi. Probablemente los niños pequeños la disfruten, pero sus hermanos mayores estarán poniendo los ojos en blanco y sus padres usarán sus iPods». William Thomas de Empire le dio a la película dos de cinco estrellas y dijo: «Tan buena (y mala) como Herbie Goes Bananas; pero The Love Bug merece mejores actuaciones».

## Banda sonora
El álbum de la banda sonora se lanzó el 21 de junio de 2005. Incluye la canción de 2004 de Lohan «First» y nuevas versiones de canciones clásicas interpretadas por artistas de Walt Disney Records como Aly & A.J., Caleigh Peters, Ingram Hill y Josh Kelley, además de grandes nombres como Lionel Richie y Mark McGrath. Sin embargo, el álbum no contiene ninguna de las composiciones originales de Mark Mothersbaugh para la película.
A pesar de que la mayoría de las grabaciones originales de las canciones aparecen en la película, la banda sonora solo incluye versiones nuevas en el álbum. Por ejemplo, la grabación original de The Beach Boys «Getcha Back» se utiliza en los créditos iniciales de la película, pero en la banda sonora se presenta la versión de Mark McGrath.
El sencillo de Girls Aloud «Long Hot Summer» estaba planeado para incluirse y lanzar a la banda británica en el mercado estadounidense, pero fue eliminado de la versión final de la película.